# 唐妮·布蕾斯顿
唐妮·米歇尔·布蕾斯顿（Toni Michelle Braxton，1967年10月7日—），美国女歌手、演員及電視名人，以女低音聲線和節奏藍調曲風聞名。1993年出道至今共获得6座格莱美奖、7座全美音乐奖和5座公告牌音乐奖。她的唱片全球累計銷量迄今已超過7000萬張。

## 生平

### 家庭背景
唐妮·布蕾斯頓在美國馬里蘭州巴爾的摩的市郊塞文（Severn）出生，父親老邁克爾·康拉德·布蕾斯顿（Michael Conrad Braxton, Sr.）是一名基督教新教循道宗的牧師及電力公司職員，母親伊夫林·傑克遜（Evelyn Jackson）是南卡羅萊納州人，曾當過歌劇演員、美容師及傳道人；她的外祖父亦是傳道人。唐妮的首次表演經歷即是在她每個星期做禮拜的教會。
唐妮在家中排行老大，有一個弟弟和四個妹妹，同在一個虔誠的基督教家庭中成長。唐妮在布伊州立大學畢業，並擁有教育學位。

### 事業生涯
唐妮·布蕾斯頓與她的四個妹妹在1980年代後期開始以The Braxtons名義演出，並於1989年簽約Arista唱片公司。她們的第一首單曲《Good Life》於1990年發行，雖然這首歌並不成功，但唐妮的歌聲吸引了唱片製作人安東尼歐·瑞德和娃娃臉的注意。他們邀請唐妮演唱了〈Love Shoulda Brought You Home〉和〈Give U My Heart〉兩首歌曲，收錄於1992年電影《花心大少闖情關》的原聲帶。隨後唐妮與當時他們剛成立的音樂廠牌LaFace Records簽約，並開始籌備她的首張個人專輯。
唐妮·布蕾斯頓的同名出道專輯於1993年發行後即榮登告示牌二百大專輯榜冠軍，主打歌〈Another Sad Love Song〉、〈Breathe Again〉及〈You Mean the World to Me〉均在告示牌百大單曲榜打入前十名。唐妮·布蕾斯頓首張專輯不僅在全球賣出了1000萬張，還為她贏得了3座全美音樂獎、2座靈魂列車音樂獎，以及包含最佳新人在內的3座葛萊美獎。
1996年發行的第二張專輯《唐妮的秘密》延續了首張專輯的成功，不僅再次於專輯榜上贏得冠軍，並再創造了〈You're Makin' Me High〉(1週)和〈Un-Break My Heart〉(11週)兩首冠軍單曲。這兩首歌曲也使唐妮在1997年再摘下2座葛萊美獎，分別為“最佳節奏藍調女歌手”（Best Female R&B Vocal Performance）和“最佳流行女歌手”（Best Female Pop Vocal Performance）。其中超級情歌〈Un-Break My Heart〉還獲得告示牌音樂獎的“年度成人現代單曲”（Adult Contemporary Single of the Year）。
就在唐妮前兩張專輯的銷量及口碑皆取得巨大成功時，她與唱片公司因財務問題產生了糾紛，使其宣告個人破產，當時震驚了許多聽眾粉絲。為了生計，唐妮在1998年出演了迪士尼百老匯音樂劇《美女與野獸》，擔任貝兒（Belle）一角，並獲音樂人亞倫·孟肯爲其創作歌曲〈A Change in Me〉。1999年，唐妮與唱片公司長達三年的訴訟獲得了解決。
2000年發行的第三張專輯《熱情如火》以第二名之姿打入告示牌專輯榜，主打單曲〈He Wasn't Man Enough〉獲得節奏藍調/嘻哈單曲榜4周冠軍，並使唐妮再度贏得葛萊美獎“最佳節奏藍調女歌手”（Best Female R&B Vocal Performance）。
随后数年，唐妮的健康状况以及演艺事业皆陷入低谷。她在2008年参加《与星共舞第七季》，并在第五周被淘汰。
2010年10月，唐妮因全身性紅斑狼瘡取消原定在拉斯維加斯的演出，因無力償還違約金而再次宣告破產。2011年4月，唐妮和她的姐妹共同出演的电视真人秀《布蕾斯顿的家庭观》在WE电视台播出。
2011年9月，唐妮入選了乔治亚州音乐名人堂。2017年11月，唐妮獲得靈魂列車音樂獎傳奇獎。

## 音樂作品
- 1993年：Toni Braxton
- 1996年：Secrets
- 2000年：The Heat
- 2001年：Snowflakes
- 2002年：More Than a Woman
- 2005年：Libra
- 2010年：Pulse
- 2014年：Love, Marriage & Divorce（與娃娃臉合作）
- 2018年：Sex & Cigarettes
- 2020年：Spell My Name

## 影視作品
- 2001年：Kingdom Come – 飾 Juanita Slocumb
- 2002年：Play'd: A Hip Hop Story（電視） – 飾 Shonda
- 2005年：Kevin Hill（3集，電視劇） – 飾 Terry Knox
- 2011年至今：Braxton Family Values（電視真人秀） – 飾 自己
- 2012年：The Oogieloves in the Big Balloon Adventure – 飾 Rosalie Rosebud
- 2013年：Twist of Faith（電視電影） – 飾 Nina
- 2014年：My Name Is Love: The Darlene Love Story（電視電影） – 飾 Darlene Love